# Хайнан (проток)
Хайнан (Цюнджоухайся) (на китайски: 琼州海峡; на пинин: Qióngzhōu Hǎixiá) е проток между полуостров Лейджоу на север и остров Хайнан на юг, съединяващ Южнокитайско море на изток със северната част на Тонкинския залив (Бакбо) на запад. Дължината му е 93 km, а минималната ширина – 18,5 km. Дълбочината на фарватера варира от 36 до 108 m. Скоростта на приливните течения е до 6 km/h. Главни пристанища са Хайкоу на остров Хайнан и Сюйвен на полуостров Лейджоу.